# Mike Judge
Michael Craig «Mike» Judge (født 17. oktober 1962 i Guayaquil i Ecuador) er en amerikansk tegneserietegner, skuespiller og skaberen af animationsserierne Beavis og Butthead som blev vist på MTV og King of the Hill. Han spiller stemmen til Kenny fra South Park i blandt andet filmen South Park: Bigger, Longer & Uncut. Han har kun stemmen hvor Kenny tager hætten af og viser sit ansigt.
Mike Judge har blandt andet instrueret filmen Idiocracy fra 2006 og Extract fra 2009.